# Today’s Zaman
Today’s Zaman, Titel der Sonntagsausgabe: Sunday’s Zaman, war eine englischsprachige Tageszeitung in der Türkei. Sie war eine Schwesterpublikation der türkischsprachigen Zaman und gehörte wie diese dem Medienkonzern Feza Gazetecilik A.Ş., welcher der Gülen-Bewegung nahestehenden soll.

## Gründung und Organisation
Bei ihrer Gründung im Januar 2007 war die Today’s Zaman die dritte englischsprachige Zeitung der Türkei, nach der 1961 gegründeten Turkish Daily News (welche seit 2001 zur Dogan Media Group gehört und seit 2008 Hürriyet Daily News and Economic Review heißt) und The New Anatolian (2005 bis 2007).
Die wirtschaftliche Konkurrenz und ideologischen Gegensätze zwischen Hürriyet Daily News und Today’s Zaman entsprechen dabei denen zwischen den jeweiligen verbundenen türkischsprachigen Tageszeitungen Hürriyet und Zaman. Die Today’s Zaman (und Zaman und der Feza Medienkonzern) galten als Unterstützer der Gülen-Bewegung. Beim Gründungsempfang der Today’s Zaman waren neben zahlreichen Ministern der AKP auch Ministerpräsident Recep Tayyip Erdoğan anwesend, der schon vor der Gründung Zeitungsentwürfe vom Feza-Geschäftsführer präsentiert bekommen hatte.
Die seit 16. Januar 2007 täglich erscheinende Today’s Zaman hatte einen eigenen Chefredakteur und ca. 40 Redakteure.
Chefredakteur seit Gründung war Bülent Keneş, der zuvor Chefredakteur der Tageszeitung Bugün war.
Die Auflage, die im April 2007 etwa 11.000 betrug, lag im April 2011 bei 7.026.
Today’s Zaman war zusammen mit Zaman die einzige türkische Zeitung, die Mitglied des International Newspaper Color Quality Clubs war.

## Profil und Inhalte
Today’s Zaman bezog
Nachrichten und Inhalte von der türkischen Zeitung Zaman und der Nachrichtenagentur Cihan Haber Ajansı, die ebenfalls dem Feza Medienkonzern angehörte.
Laut Chefredakteur Keneş verfolgte Today’s Zaman eine „liberale und demokratische Redaktionslinie, unter der Voraussetzung, dass die Empfindlichkeiten religiöser Gruppen respektiert werden“. Die „schwarze Propaganda aus pro-israelischen Kreisen“, der zufolge die englischsprachige Today’s Zaman nur eine liberalere und demokratischere Redaktionslinie heuchele als die türkische Schwesterzeitung Zaman, habe nicht den Hauch eines Beweises.
Die wichtigsten Journalisten der Today’s Zaman zu politischen und kulturellen Themen waren Zaman-Chefredakteur Ekrem Dumanlı, Kerim Balci, Andrew Finkel, Nicole Pope und Ali Bulac, welcher als Repräsentant des intellektuellen Strang des türkischen Islamismus unserer Tage gilt.
Weitere Kolumnisten waren Mümtazer Türköne, Charlotte Mcpherson, Klaus Jürgens und Kathy Hamilton.
Der Direktor der Nachrichtenagentur Cihan, Abdulhamit Bilici, schrieb auch regelmäßig als Kolumnist in den Zeitungen Zaman und Today’s Zaman über außenpolitische Themen.
Gelegentlich schrieb auch der ehemalige Chefredakteur der türkisch-armenischen Zeitung Agos, Etyen Mahçupyan Artikel.
Der ehemalige niederländische Europapolitiker Joost Lagendijk veröffentlichte Kolumnen in der Today’s Zaman und Zaman.
Während der Kontroverse um ein Gülen-kritisches Manuskript des Journalisten Ahmet Şık im April 2011 wurde der Kolumnist Andrew Finkel entlassen, als dieser in seiner eingereichten Kolumne die „aggressive Verfolgung von Menschen, die Bücher schreiben“ beklagte und bekräftigte, dass es „kein Verbrechen sei, Bücher zu schreiben, die die Gülen-Bewegung angreifen“.
Chefredakteur Keneş erklärte daraufhin, Finkel sei entlassen worden, weil seine Artikel wiederholt der Redaktionslinie widersprochen haben, leider sei Finkel „unter den Einfluss von starker und dunkler Propaganda“ gekommen.

## Sunday’s Zaman
In der Sonntagsausgabe unter dem Titel Sunday’s Zaman setzte die Zeitung ihren Schwerpunkt auf Hintergrundanalysen, Kommentare, Features und Berichte von kulturellen und sozialen Ereignissen und Unterhaltung.
Am 27. Juli 2016 wurden alle der Gülen-Bewegung nahestehenden Zeitungen (einschließlich Today’s Zaman), Zeitschriften und Nachrichtenagenturen bei der Säuberungswelle nach dem Putschversuch in der Türkei 2016 durch eine Rechtsverordnung verboten und aufgelöst.